# 씨티케이 (기업)
씨티케이  CTK Co. Ltd.)는 대한민국의 화장품 기업이다. 본사는 서울특별시 서초구 효령로 234 씨티케이코스메틱스에 위치해 있으며 대표이사는 정인용이다.

## 참고문헌
1. ↑  씨티케이, 美 '메이크업 인 LA'에서 'IT AWARD' 수상, 조선비즈, 2024.02.22
2. ↑  씨티케이, AI 기반 뷰티테크 CDRI에 전략적 투자, 조선비즈, 2023.12.11
3. ↑  씨티케이 바이오 캐나다, 친환경 봉투·음식물 패키징 등에 밴쿠버시 승인 획득, 조선비즈, 2023.08.25